# Pityogenes calcaratus
Pityogenes calcaratus é uma espécie de insetos coleópteros polífagos pertencente à família Curculionidae.
A autoridade científica da espécie é Eichhoff, tendo sido descrita no ano de 1878.
Trata-se de uma espécie presente no território português.